# Regionalwahlen in Italien 2000
Die Regionalwahlen in Italien 2000 fanden in den fünfzehn Regionen mit Normalstatut am 16. April statt.

## Zusammenfassung der Ergebnisse
| Region                    | Mitte-rechts                  | Mitte-links                  | Liste Bonino                  | Sonstige | Präsident vor der Wahl           |
| ------------------------- | ----------------------------- | ---------------------------- | ----------------------------- | -------- | -------------------------------- |
| Piemont → Ergebnis        | Enzo Ghigo 51,8 %             | Livia Turco 39,5 %           | Emma Bonino 5,7 %             | 3,0 %    | Enzo Ghigo (Mitte-rechts)        |
| Lombardei → Ergebnis      | Roberto Formigoni 62,4 %      | Mino Martinazzoli 31,5 %     | Benedetto Della Vedova 3,3 %  | 2,8 %    | Roberto Formigoni (Mitte-rechts) |
| Venetien → Ergebnis       | Giancarlo Galan 55,0 %        | Massimo Cacciari 38,2 %      | Marco Cappato 2,7 %           | 4,2 %    | Giancarlo Galan (Mitte-rechts)   |
| Ligurien → Ergebnis       | Sandro Biasotti 50,7 %        | Giancarlo Mori 46,1 %        | Mario Tarantino 2,6 %         | 0,6 %    | Giancarlo Mori (Mitte-links)     |
| Emilia-Romagna → Ergebnis | Gabriele Canè 40,3 %          | Vasco Errani 56,5 %          | Sergio Stanzani 2,7 %         | 0,4 %    | Vasco Errani (Mitte-links)       |
| Toskana → Ergebnis        | Altero Matteoli 40,1 %        | Claudio Martini 49,3 %       | Gianfranco Dell'Alba 2,4 %    | 8,3 %    | Vannino Chiti (Mitte-links)      |
| Umbrien → Ergebnis        | Maurizio Ronconi 39,2 %       | Maria Rita Lorenzetti 56,4 % | Elisabetta Chiacchiella 2,0 % | 2,4 %    | Bruno Bracalente (Mitte-links)   |
| Marken → Ergebnis         | Maurizio Bertucci 44,2 %      | Vito D’Ambrosio 49,9 %       | Marcello Crivellini 2,4 %     | 3,5 %    | Vito D’Ambrosio (Mitte-links)    |
| Latium → Ergebnis         | Francesco Storace 51,3 %      | Piero Badaloni 46,0 %        | Rita Bernardini 2,2 %         | 0,6 %    | Piero Badaloni (Mitte-links)     |
| Abruzzen → Ergebnis       | Giovanni Pace 49,3 %          | Antonio Falconio 48,8 %      | Luigino Del Gatto 1,2 %       | 0,7 %    | Antonio Falconio (Mitte-links)   |
| Molise → Ergebnis         | Michele Iorio 48,6 %          | Giovanni Di Stasi 49,0 %     | Donato de Renzis 1,1 %        | 1,4 %    | Giovanni Di Stasi (Mitte-links)  |
| Kampanien → Ergebnis      | Antonio Rastrelli 44,2 %      | Antonio Bassolino 54,2 %     | Marco Pannella 1,3 %          | 0,3 %    | Andrea Losco (Mitte-links)       |
| Apulien → Ergebnis        | Raffaele Fitto 54,0 %         | Giannicola Sinisi 43,5 %     | Danilo Quinto 1,3 %           | 1,3 %    | Salvatore Distaso (Mitte-rechts) |
| Basilikata → Ergebnis     | Nicola Pagliuca 35,1 %        | Filippo Bubbico 63,2 %       | Maurizio Bolognetti 0,8 %     | 1,0 %    | Angelo Dinardo (Mitte-links)     |
| Kalabrien → Ergebnis      | Giuseppe Chiaravalloti 49,8 % | Nuccio Fava 48,7 %           | Antonio Marzano 0,6 %         | 0,9 %    | Luigi Meduri (Mitte-links)       |